# Bătălia de la Fleurus (1690)
Bătălia de la Fleurus a fost o confruntare importantă în timpul Războiului Marii Alianțe. A avut loc pe 1 iulie 1690 la Fleurus în Țările de Jos de Sud. Printr-o învăluire îndrăzneață, Ducele de Luxembourg, comandantul lui Ludovic al XIV-lea, cu armata sa de 35000 de soldați l-a învins pe Prințul de Waldeck, comandantul forțelor aliate formate din 38000 de olandezi, germani, austrieci, englezi și spanioli. Bătălia s-a terminat cu victoria decisivă a francezilor. Cu toate că ministrul de război francez, Louvois dorea ca Ducele de Luxemburg să asedieze Namur sau Charleroi, Ludovic nu a fost de acord și a ordonat Ducelui de Luxemburg să se alăture armatei Delfinului pe Rin și să renunțe la orice asediu major. Aliații s-au retras între timp la Bruxelles pentru a se reface și a-și reconstrui armata.

## Context
În 1690 teatrul Războiului Marii Alianțe se mutase în Țările de Jos Spaniole. Forțele franceze trec sub comanda talentatului Duce de Luxembourg (poziție pe care o va menține până la moartea sa în 1695), care-l înlocuiește pe mareșalul de Humieres, după înfrângerea suferită de acesta în anul precedent în Bătălia de la Walcourt. Ducele de Luxembourg dispune de 34 de batalioane și 94 de escadroane; dacă este necesar poate apela la sprijinul mareșalului de Boufflers și ale trupelor acestuia ce se află pe râul Mosela.

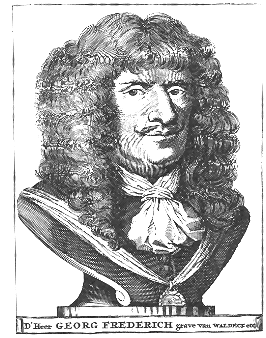
Prinţul de Waldeck

Din nou regele William încredințează comanda forțelor aliate din regiune prințului Waldeck (William însuși este ocupat în Irlanda cu Iacob care încearcă să-și recupereze tronul). Pe alte fronturi, mareșalul de Lorges deține comanda trupelor din Renania (chiar dacă Delfinul are comanda onorifică). De Lorges se opunea Electorului de Bavaria care luase comanda forțelor aliate din regiune după moartea lui Carol de Lorena. Între timp mareșalul Catinat conduce forțele franceze din Dauphiné împotriva Ducelui de Savoia, în timp ce mareșalul Noailles conduce forțele dislocate la granița Cataloniei.

## Preludiul

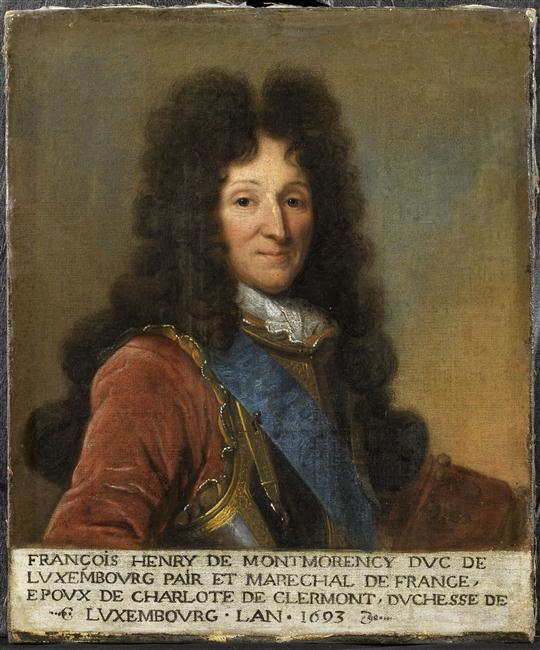
Ducele de Luxembourg

Prințul Waldeck spera să amâne campania pentru a permite Electorului de Brandenburg să traverseze Mosela și să-l oprească pe Boufflers, dar manevrele anticipate ale Ducelui de Luxembourg îi permit lui Boufflers să se deplaseze între râurile Sambre și Meuse pentru a-l sprijini pe comandantul francez. Waldeck între timp părăsește Tienen (Tirlemont) și se îndreaptă spre Wavre. După dispersarea trupelor pentru a căuta furaje, armata aliată se reasamblează și se îndreaptă spre Genappe pe 8 iunie. La jumătatea lunii iunie, Luxembourg își împarte forțele: câteva batalioane sub comanda lui Humieres sunt transferate pentru a supraveghea forțele spaniole întărite acum și de cele de Hanovra, iar restul armatei părăsește Deinze și se îndreaptă spre sud, traversând râul Sambre la Jeumont pe 23 iunie. În acest timp trupele lui Boufflers fac joncțiunea cu armata lui Luxembourg, care își continuă drumul și pe 27 iunie ridică tabăra la Boussu. Când Luxembourg începe manevrele la sud de Mons și Charleroi, Waldeck își mută tabăra între Nivelle și Pieton, pe 28 iunie. În aceiași seară Luxembourg conduce personal un detașament la Gerpinnes (cu câteva poduri mobile) pentru a stabili un loc de trecere peste Sambre la Ham. O poziție fortificată a aliaților la Froidmont (garnizoana era constituită din 100 de soldați) este constrânsă să se predea sub focul artileriei de pe malul opus, în timp ce un atac simultan al dragonilor francezi , cuceresc o redută inamică abandonată de ocupanți la sosirea armatei lui Luxembourg. Cu capul de pod asigurat, restul armatei lui Luxembourg traversează Sambre pe 30 iunie. Atunci Waldeck părăsește tabăra și se îndreaptă spre capul de pod francez. Cavaleriile franceze și olandeze au o întâlnire neconcludentă lângă Fleurus, dar seara cavaleria franceză se retrage pe Velaine și se reunește cu restul armatei la doar trei kilometri de forțele aliate.

## Bătălia

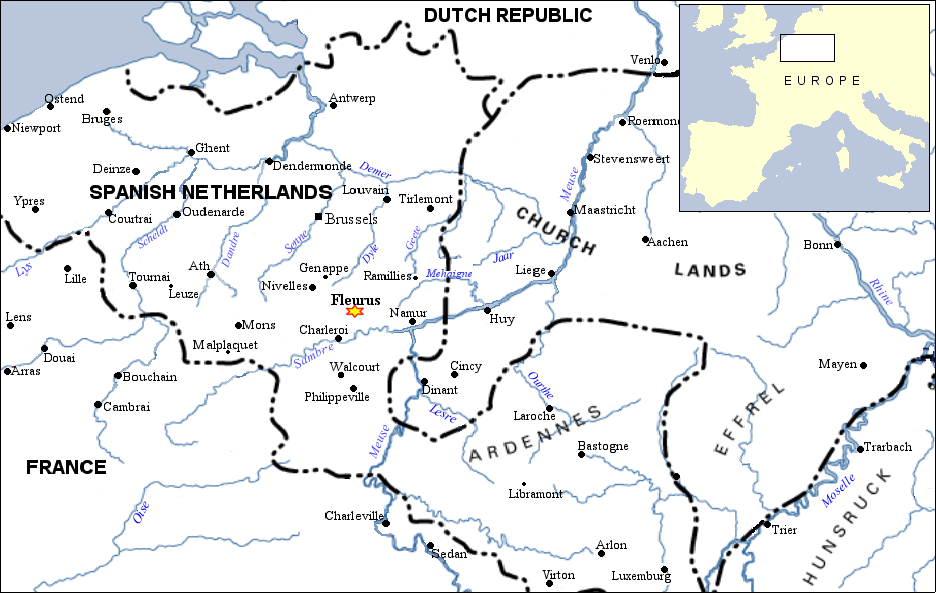
Ţările de Jos de Sud, Fleurus se află la jumătatea distanței dintre Namur și Charleroi în apropierea râului Sambre.

În dimineața de 1 iulie, Luxembourg mărșăluiește cu trupele sale spre Fleurus. Waldeck a dispus cei 38000 de militari în două linii obișnuite, între satul Heppignies în dreapta și castelul St. Amant în stânga, în timp ce centrul era protejat de malurile râului Orme, ceea ce făcea aproape imposibil un atac frontal. Luxembourg își împarte forțele pentru a ataca ambele flancuri ale armatei aliate - un plan îndrăzneț care trebuia pus în practică în secret, prin înșelăciune. Coloanele din prima linie franceză se împart pentru a lua poziție între Heppignies și Fleurus, cu o parte ce se deplasează în sus spre St. Amant. Aripa dreaptă franceză se deplasează spre nord, de-a lungul râului Orme, ascunși privirilor inamicului de malurile râului și de câmpurile de grâu, și acoperiți de cavaleria franceză. 40 de tunuri sunt poziționate în apropierea castelului din St. Amant și alte 30 între castel și Fleurus.

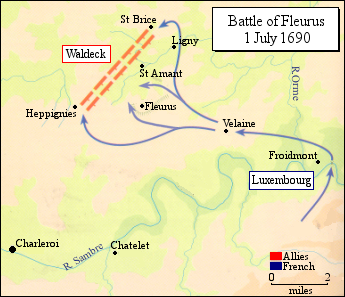
Luxembourg îşi divide forţele şi atacă armata lui Waldeck de pe ambele flancuri.

Astfel, neobservat, Luxembourg a învăluit flancurile lui Waldeck. Dacă Waldeck ar fi observat la timp că comandantul francez își împărțise armata, ar fi putut ataca stânga franceză izolată înainte ca dreapta să își ocupe pozițiile, dar nu a făcut-o. După ce flancul drept (condus de Luxembourg) și-a ocupat pozițiile, aproximativ la ora 10 deschide focul asupra infanteriei inamicului, lovind cu eficacitate. Aripa stângă franceză condusă de locotenent-generalul Jean Cristophe, conte de Gournay, începe atacul cu un asalt al cavaleriei, dar uciderea lui Gournay provoacă dezordine în rândurile cavaleriei, iar aceasta se retrage la Fleurus pentru a se regrupa. Totuși un alt asalt al cavaleriei flancului drept are mai mult succes, împingând în spate cavaleria aliaților. Imediat după aceea cavaleria și infanteria franceză avansează pe ambele flancuri ale liniei lui Waldeck, care văzându-se încercuită, se frânge. Unele trupe aliate reușesc să se regrupeze lângă Fleurus, dar sunt copleșite. În ciuda faptului că era presat de cavaleria franceză, Waldeck organizează o nouă linie de rezistență cu forțele rămase, dar și aceasta se prăbușește sub impactul infanteriei franceze, euforică după succesul inițial. Ceea ce rămâne din trupele lui Waldeck se îndreaptă spre Nivelles.

## Consecințe
Partea cea mai intensă a bătăliei s-a desfășurat în intervalul 11-14: la acea oră, armata lui Waldeck era deja aproape distrusă de francezi cu pierderi de 50 % și 6000 de morți. În cele din urmă Waldeck s-a retras la Bruxelles, unde răniții au fost înlocuiți cu trupe din garnizoana cetății.
Bătălia de la Fleuris a fost un succes complet, dar lipsit de rezultate importante. Deși ministrul de război francez, Louvois, dorea să dea ordin lui Luxembourg să asedieze imediat Namur sau Charleroi, Ludovic al XIV-lea, preocupat de soarta armatei Delfinului Ludovic de pe Rin și de sosirea iminentă a prințului elector de Brandenburg, îi ordonă lui Luxembourg să se alăture Delfinului și să renunțe la orice asediu major. Louvois a protestat, dar regele dorea să se asigure că nimic "neplăcut" nu se va întâmpla sub comanda fiului său. Cu toate acestea, Luxembourg a fost abil și a supus impozitelor, mare parte a teritoriilor de la est de Bruxelles. Restul campaniei în Flandra a fost relativ liniștită. Boufflers și-a reunit pentru scurt timp forțele cu cele ale lui Luxembourg, dar în august s-a întors în zona dintre Sambre și Meuse. După o serie de lupte minore, aliații și francezii s-au retras în luna octombrie în cantonamentele de iarnă: Luxembourg pe teren inamic, iar adversarii săi la Maastricht. Trupele din Hanovra s-au întors în patrie în timp ce trupele din Brandenburg și Lüneburg s-au sistemat în Țările de Jos de Sud.

## Legături externe
- fr Bătălia de la Fleurus Arhivat în 15 mai 2014, la Wayback Machine.